# Mattias Lindblom

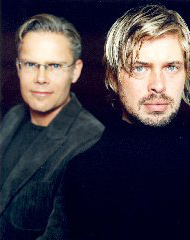
Vacuum - Mattias Lindblom (Höger), Anders Wollbeck (Vänster)

Mattias Lindblom, född 19 februari 1971 i Skanör, är en svensk kompositör och musikproducent samt sångare i musikgruppen Vacuum. Han har bland annat skrivit och producerat musik till Vacuum, The Canadian Tenors, Andy Taylor (Duran Duran), Tarja Turunen, Tina Arena och Garou.

## Musik (i urval)
Composed (C) and Produced (P)
- 2023 - Tina Arena: Love saves (C+P), House (C+P), Devil in me (C+P), Can't say anything (C+P), Outrun the night (C+P), Cry me a miracle (C+P), Mother to her child (C+P), Dancing on thin ice (C+P), Dancer Sur La Glace (C+P), Dared to love you first (P)

- 2023 - Tania Doko: Harder now (C+P), Where do we go now (C+P), A Wave (C+P), Before I break (C+P), No sleep (C+P), Hardcore (C+P)

- 2022 - Andy Taylor (guitarist): Man’s a wolf to man (C), Did it for you (C), The last straw (C), Influential blondes (C), Try to get even (C)

- 2022 - Tarja Turunen: Eye of the storm (C)

- 2021 - Tina Arena: Church (C+P)

- 2020 - Lindblom/Hall: My moon is a streetlight (C+P)

- 2020 - Jordan-Ravi: Pushing stars (C+P)

- 2019 - Tarja Turunen: Serene (C), You and I (C)

- 2019 - Lizzy V: Little big secret (C+P), Borderline (C+P)

- 2018 - Pablo Nouvelle: Harder now (C)

- 2018 - Laurent Mazzone Parfums, France: RADIKAL Campaign (C+P)

- 2017 - We Invented Paris: Storm (C)

- 2017 - Ewigi Liebi Musical, Gib mer a chance (C)

- 2016 - Tarja Turunen: Innocence (C), Diva (C), Undertaker (C), Calling from the wild (C), No bitter end (C)

- 2015 - Tina Arena: Karma (C), Love falls (C)

- 2014 - Vengaboys: Where did my Christmas tree go (C)

- 2013 - Tatort – Kalter Engel, soundtrack, score, theme song White light (C+P)

- 2013 - Tina Arena: You set fire to my life (C+P), Out of the blue (C+P)

- 2013 - TVXQ: Y3k (C)

- 2013 - Tarja Turunen: Victim of ritual (C), Lucid dreamer (C), Deliverance (C), Neverlight (C), Into the sun (C)

- 2011 - Keisha Buchanan: Fearless (C)

- 2010 - Vengaboys: Rocket to uranus (C)

- 2010 - Tarja Turunen: In for a kill (C), We are (C)

- 2009 - The Canadian Tenors: I only know how to love (C)

- 2009 - f(x): Chu~♡ (C)

- 2008 - Tarja Turunen: I walk alone (C), Ite, missa est (C), Boy and the ghost (C), Our great divide (C), Die alive (C), Minor heaven (C)

- 2008 - Garou: Accidental (C)

- 2007 - Monrose: What you don't know (C)

- 2005 - Rachel Stevens: Negotiate With Love (C, P) [2]

- Till Brönner: Your Life (C)
- Alcazar: Celebrate The Night (C,P)
- Tata Young: Love Is The Law (C,P)
- Girls' Generation: Two Blocks Down (C)
- Jeany Zhang Jing: Dream Whispers TV theme (C)
- Jeanette Biedermann: Wild Like That (C,P)
- Viktorious: Out Of Control (C,P)
- Aloha From Hell: My Love You Are (C)
- Edyta Górniak: Błękit Myśli (C)
- Baschi: Gib Mer A Chance (C)
- Cinema Bizarre: Heavensent, The Other People, Get Off (C,P)
- Down Below: Sand In Meiner Hand (C,P)
- Florence Joy: Consequence Of Love (C)
- Julie Berthelsen: Home, Not That Song, November December (C,P)
- Marilou: Impatiemment (C)
- Rainie Young: Guai Bu Guai (C)